# Octan železnatý
Octan železnatý je bílá krystalická látka se vzorcem Fe(CH3COO)2, z roztoků také krystalizuje jako nazelenalé krystalky. Je často nahnědlý kvůli obsahu octanu železitého.

## Výroba
Tato látka spolu s octanem železitým vzniká reakcí kyseliny octové s železem:

Fe + CH3COOH → Fe(CH3COO)2 + H2
Efektivnější metoda je reakce oxidu železnatého, uhličitanu železnatého a hydroxidu železnatého:
FeO + CH3COOH → Fe(CH3COO)2 + H2O
Fe(OH)2 + CH3COOH → Fe(CH3COO)2 + 2H2O
FeCO3 + CH3COOH → Fe(CH3COO)2 + H2O+ CO2

## Reakce
Železo ve středu této látky se v kyselém prostředí oxiduje dle rovnice:
2Fe+II + 2H+ → 2Fe+III + H2

## Využití
Tato látka se používá jako průmyslové barvivo[zdroj?] a na výrobu dalších železnatých sloučenin.